# Bosque mixto

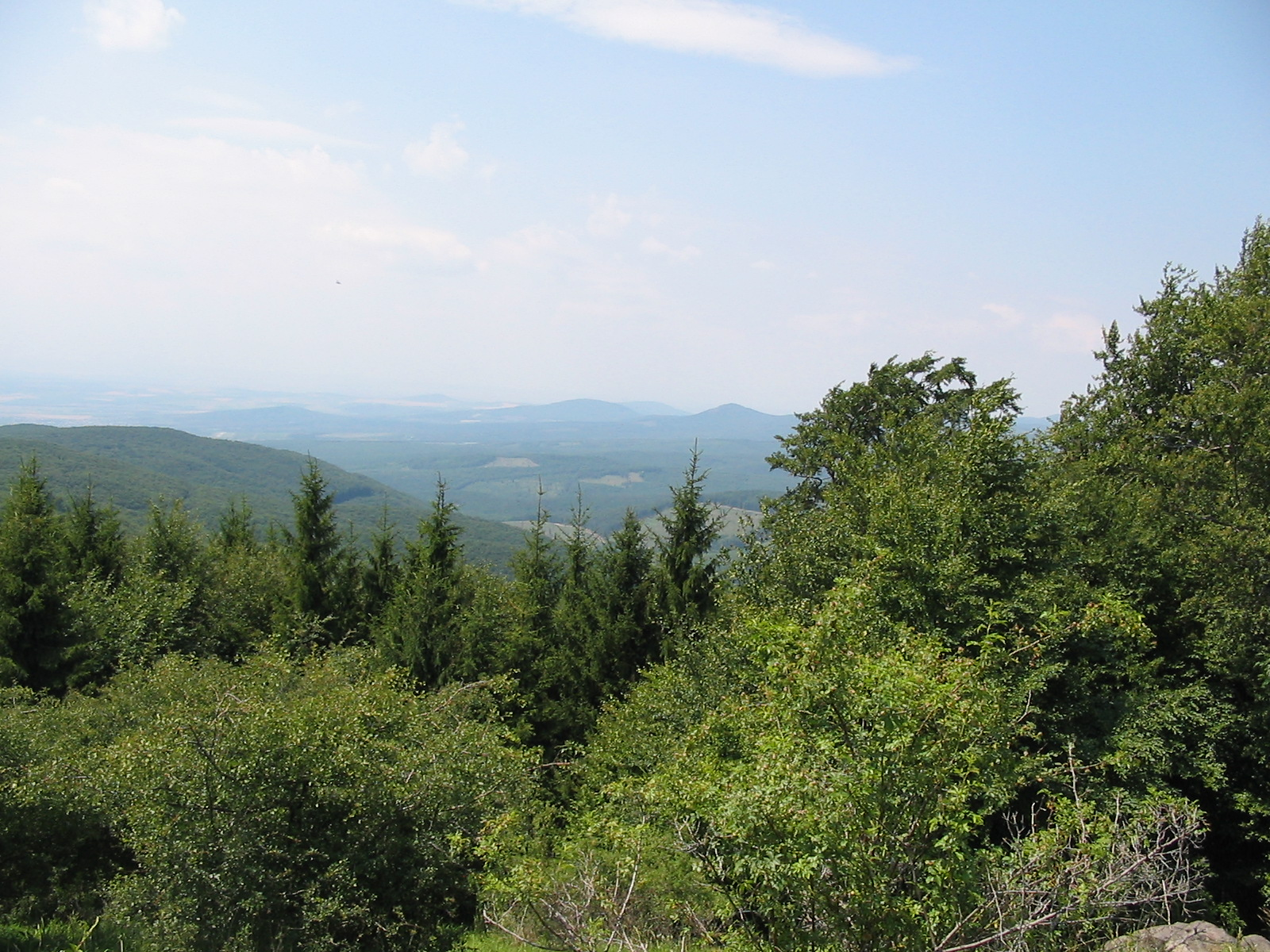
Bosque mixto de Panonia, en Europa Central durante el verano.

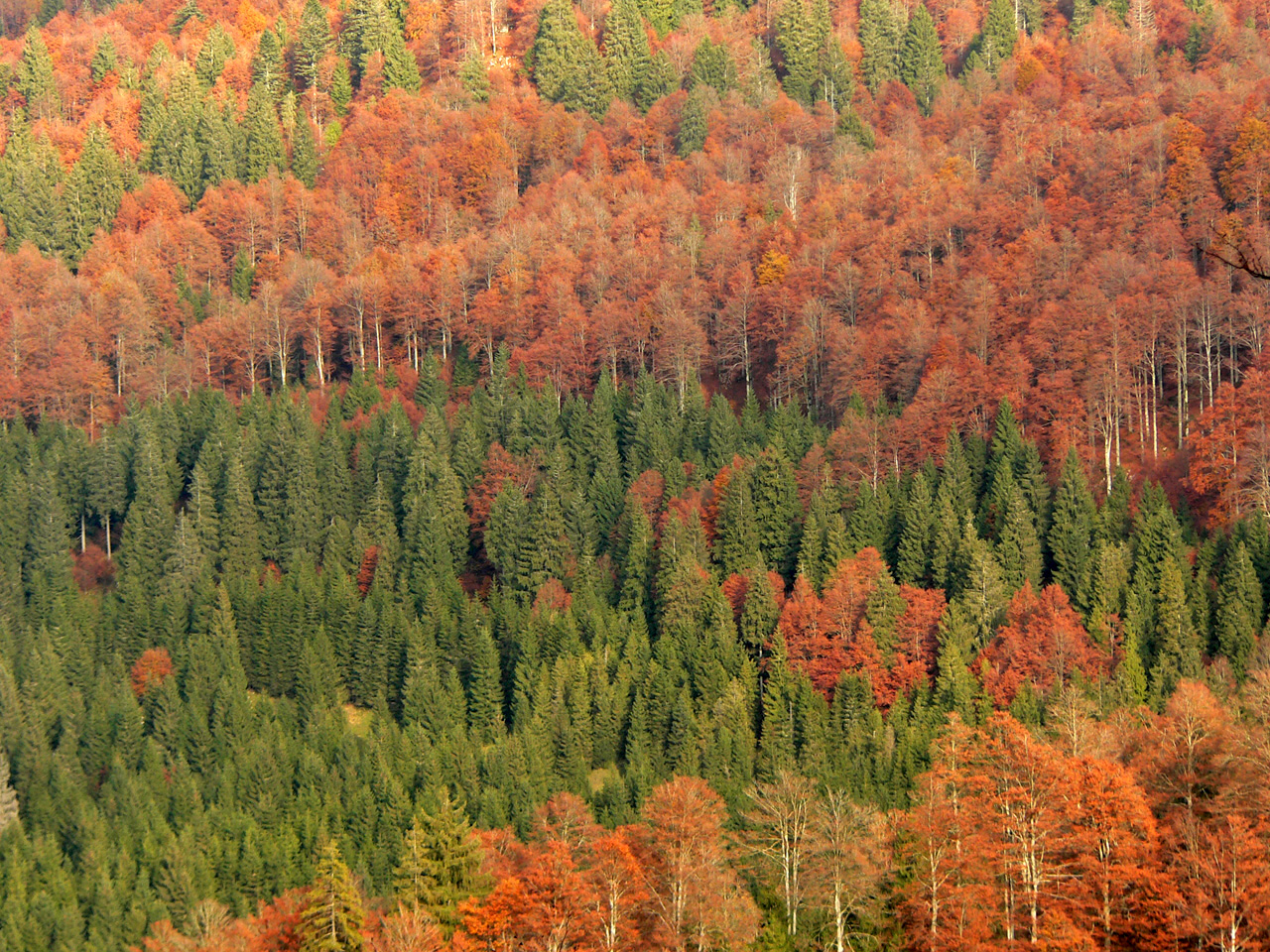
Bosque mixto del valle del Po, en Italia durante el otoño.

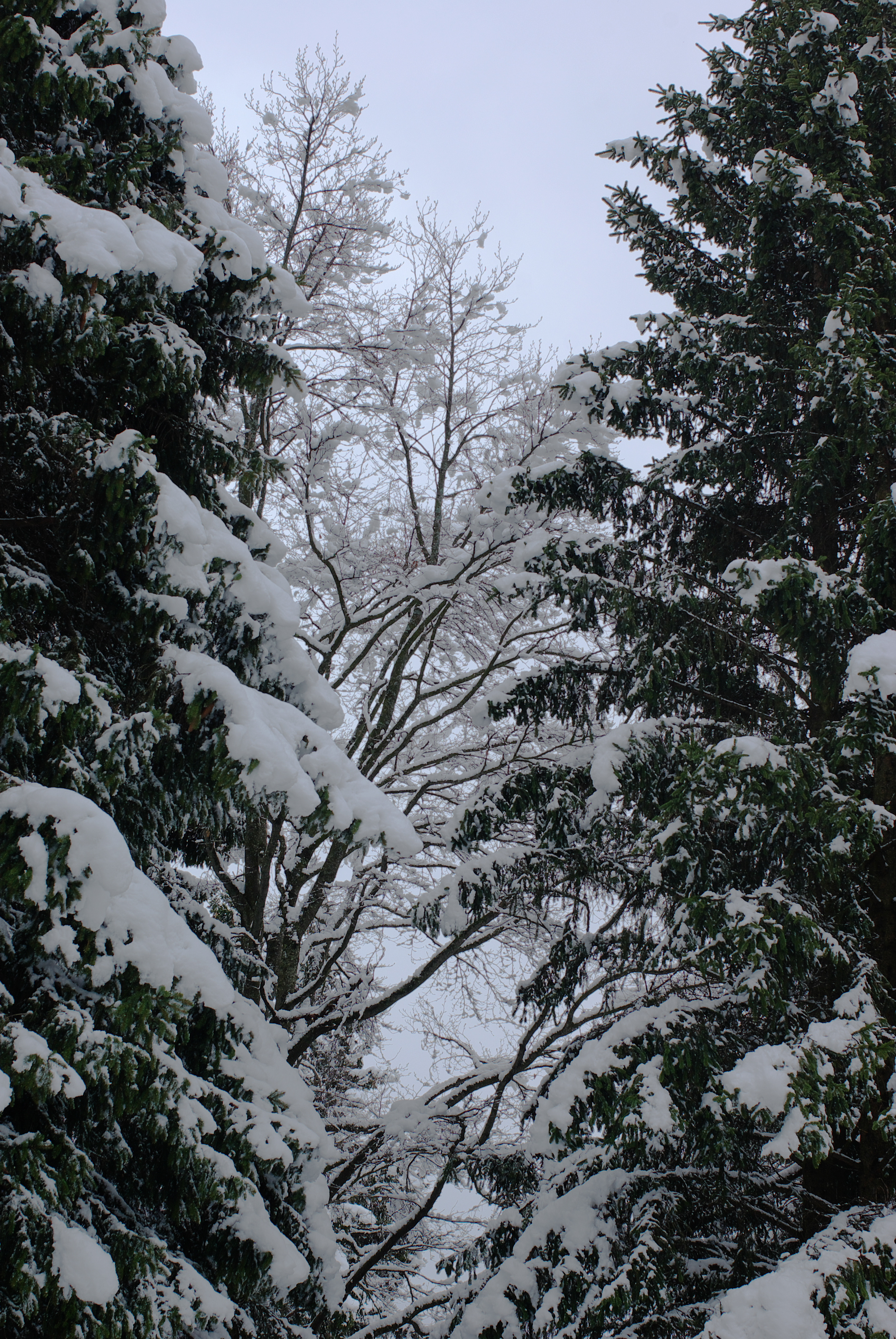
En invierno, los árboles caducifolios lucen desnudos mientras las coníferas son perennes.

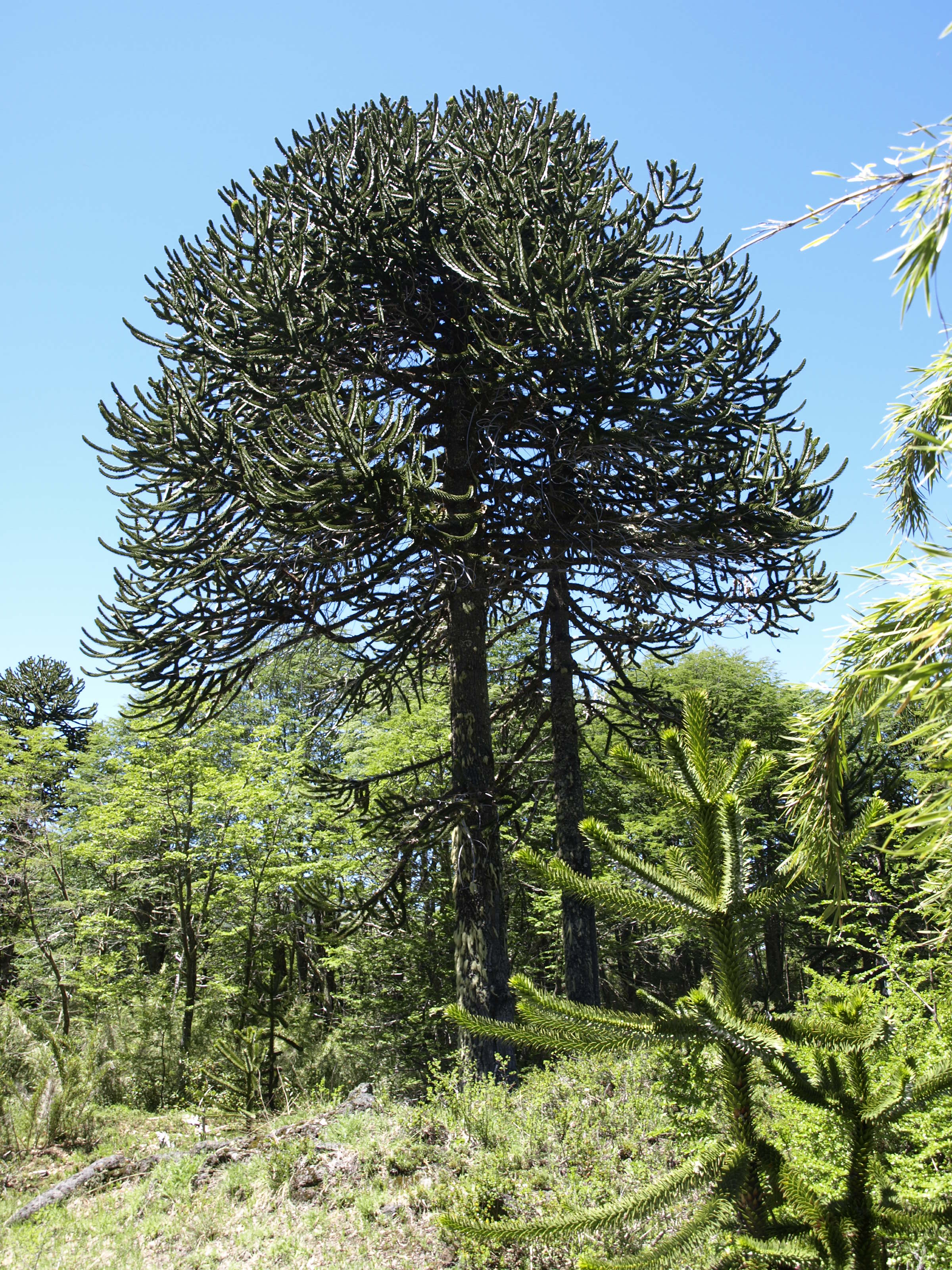
Bosque mixto en los Andes australes (Villarrica, Chile).

El ecosistema de bosque mixto, son aquellos bosques que combinan equilibradamente árboles de angiospermas con gimnospermas, es decir, es una combinación de bosques de hoja ancha (frondosos) de tipo caducifolio con bosques de coníferas, los cuales son de hoja acicular y perennifolios. Suelen ser de clima templado, con marcada diferencia estacional y generalmente forman un bosque de transición entre el bosque de coníferas y el bosque templado caducifolio. 
Según el WWF, estos bosques se incluyen en el bioma denominado "Bosques templados de frondosas y mixtos".

## Europa
En Europa están muy extendidos, especialmente en Europa Central y en general son de clima continental húmedo. Suelen estar conformados por coníferas como el abeto y pícea, y caducifolios como el haya, carpe y abedul. El sotobosque presenta hierbas, helechos y musgos.
Principales bosques mixtos europeos que son considerados como ecorregiones:
- Bosque de los Pirineos
- Bosque mixto atlántico
- Bosque mixto balcánico
- Bosque mixto báltico
- Bosque mixto cantábrico
- Bosque mixto de Europa central
- Bosque mixto de los Alpes Dináricos
- Bosque mixto de los montes Ródope
- Bosque mixto de Panonia
- Bosque mixto del Cáucaso
- Bosque mixto del valle del Po
- Bosque mixto sarmático
- Bosque de Crimea
- Bosque de las islas Azores

## América
El WWF clasifica a los bosques mixtos de Estados Unidos y Canadá como bosques templados de frondosas y mixtos, y a los bosques mixtos de las sierras de México y Centroamérica como bosques subtropicales de coníferas.
- Bosques de los Grandes Lagos: Presentan coníferas como tsuga, tuya, pino y en el norte pícea, y los caducifolios haya y el arce.
- Bosques de los Apalaches: Presentan árboles de arce, abeto, haya, carpe y otros.[2]
- Bosque de California: Es en una estrecha franja de entre 10 y 300 km de ancho. Tiene pocos planifolios como robles, arces, madroños, castaños, así como coníferas de gran talla como el abeto de Douglas y secuoyas de California.
- Bosques madrenses de pino-encino: Bosques montanos con gran variedad de pinos y encinos, situados en las sierras de México y Centroamérica.
- Floresta mixta de araucarias: Selva montana subtropical de araucarias (pino Paraná) al sur del Brasil.
- Bosque valdiviano: Bosque mixto y bosque templado húmedo al sur de los Andes, que en Chile constituye la reserva de Bosques Templados Lluviosos de los Andes Australes y en Argentina la Reserva de biosfera Andino Norpatagónica. La conífera típica es la araucaria.

## Extremo Oriente
En Asia Oriental son bosques templados con aspecto tropical. Son de transición entre los bosques de coníferas y bosques monzónicos, y se encuentran en Corea, noreste y costa de China, Taiwán y los bosques del Japón.

## África
Al norte se encuentra el bosque montano norteafricano, en Marruecos, Argelia y Túnez.